# فرقة A-WA
فرقة A-WA هي فرقة يهود اليمن مكونة من الأخوات الثلاث تاير وليرون وتاغيل هايم . حققت الأغنية الفردية "حبيب قلبي" نجاحًا عالميًا، حيث تمتزج الموسيقى اليمنية التقليدية مع موسيقى الهيب هوب والموسيقى الإلكترونية.
وُلدت الأخوات حاييم في مستوطنة شهاروت، وهي مجتمع يضم حوالي 30 عائلة في وادي أرافا الصحراوي في جنوب إسرائيل، لأب من أصل يهودي يمني وأم ذات أصول تعود للتراث اليهودي الأوكراني والمغربي. أجدادهم من الأب في الأصل من صنعاء وتم جلبهم إلى إسرائيل أثناء عملية السجاد السحري. أمضت أخوات حاييم معظم أيام عطلهم مع أجدادهم للأب، وتغنين القصائد الليتورجية التقليدية باللغتين العبرية والآرامية، كذلك الأغاني اليمنية التقليدية باللغة العربية التي تغنيها النساء. حصلت تايرعلى شهادة البكالوريوس في الموسيقى من كلية ليفينسكي، ليرون مهندسة معمارية، وتاغيل مصممة جرافيك ورسامة. لديهن أيضًا شقيقتان صغيرتان، شير وتزيليل، وشقيق، إيفياتار، الذي شارك في إنتاج ألبوم حبيب قلبي.
تومير يوسف، المغني الرئيسي في بلقان بيت بوكس، هو من قام باكتشافهن، حيث أرسلوا له عرضًا تجريبيًا لـ «حبيب قلبي»، وهو لحن يمني تقليدي باللهجة اليهودية اليمنية. عرض العرض التجريبي لعدد من النساء اليمنيات الأكبر سنا، اللواتي اعتقدن أن المغنيات من اليمن حقاً. ظهر فيديو أغنتهن الأولى، حبيب قلبي، حتى في العالم الإسلامي، خاصةً اليمن، الوطن الأم لأجدادهن، كما أصبحت أول أغنية باللغة العربية تصل إلى المرتبة الأولى ضمن قائمة أغاني البوب الإسرائيلية.
بعد القيام بجولة في أوروبا والولايات المتحدة، بدأت الأخوات حاييم العمل على ألبومهن الثاني، الذي قد يشمل مقطوعات تمزج بين العربية والإنجليزية.

## نمط الموسيقى
استمعن خلال طفولتهن إلى العديد من أنواع الموسيقى، مثل الموسيقى اليونانية، والموسيقى اليمنية، وموسيقى الجاز، و R&B، والهيب هوب، والريغي، والروك التقدمي، وغيرها. إلا أن مصدر إلهامهن الرئيس كان الأغاني اليمنية التقليدية.

## الأعمال
- حبيب قلبي (2016)
- بيتي في راسي (2019)

## روابط خارجية
- فرقة A-WA على موقع ميوزك برينز (الإنجليزية)
- فرقة A-WA على موقع أول ميوزيك (الإنجليزية)
- فرقة A-WA على موقع ديسكوغز (الإنجليزية)